# Салінас-де-Оро
Салінас-де-Оро, Хайц (ісп. Salinas de Oro (офіційна назва), баск. Jaitz) — муніципалітет в Іспанії, у складі автономної спільноти Наварра. Населення — 115 осіб (2009).
Муніципалітет розташований на відстані близько 300 км на північний схід від Мадрида, 20 км на захід від Памплони.

## Демографія
Динаміка населення (INE ):